# Kuřátečko hřebenité
Kuřátečko hřebenité (Clavulina coralloides) je druh korálovité houby z čeledi kuřátečkovité (Clavulinaceae).

## Znaky
Plodnice bývá 4–6 cm široká a 3–8 cm vysoká. Sestává z válcovitých i zploštělých, četných, mnohonásobných a velmi nepravidelných větévek. Jejich konce bývají nápadně zaostřené. Druh je typicky zbarven bíle až šedavě (ve stáří i šedožlutě), avšak občas můžeme plodnici najít částečně černou. To způsobuje jiná, parazitická houba červovka kyjanková (Helminthosphaeria clavariarum).
Třeň má obvykle průměr 1 cm, je velmi krátký.
Výtrusný prach je bílý.
Dužnina je rovněž bílá, křehká, chuť je lehce nahořklá, vůně je dost nevýrazná.

## Užití
Nejedlý  druh.

## Ekologie
Velmi hojně roste kuřátečko hřebenité ve smíšených i jehličnatých lesích či na loukách, často v mechovém porostu na humidních a stinných stanovištích, ze stromů preferuje buky a smrky. Může růst jak jednotlivě, tak tvořit skupinky. Čas růstu je od srpna do října.

## Rozšíření
Vyjma Antarktidy a Severní a Střední Afriky se vyskytuje takřka po celém světě.

## Galerie

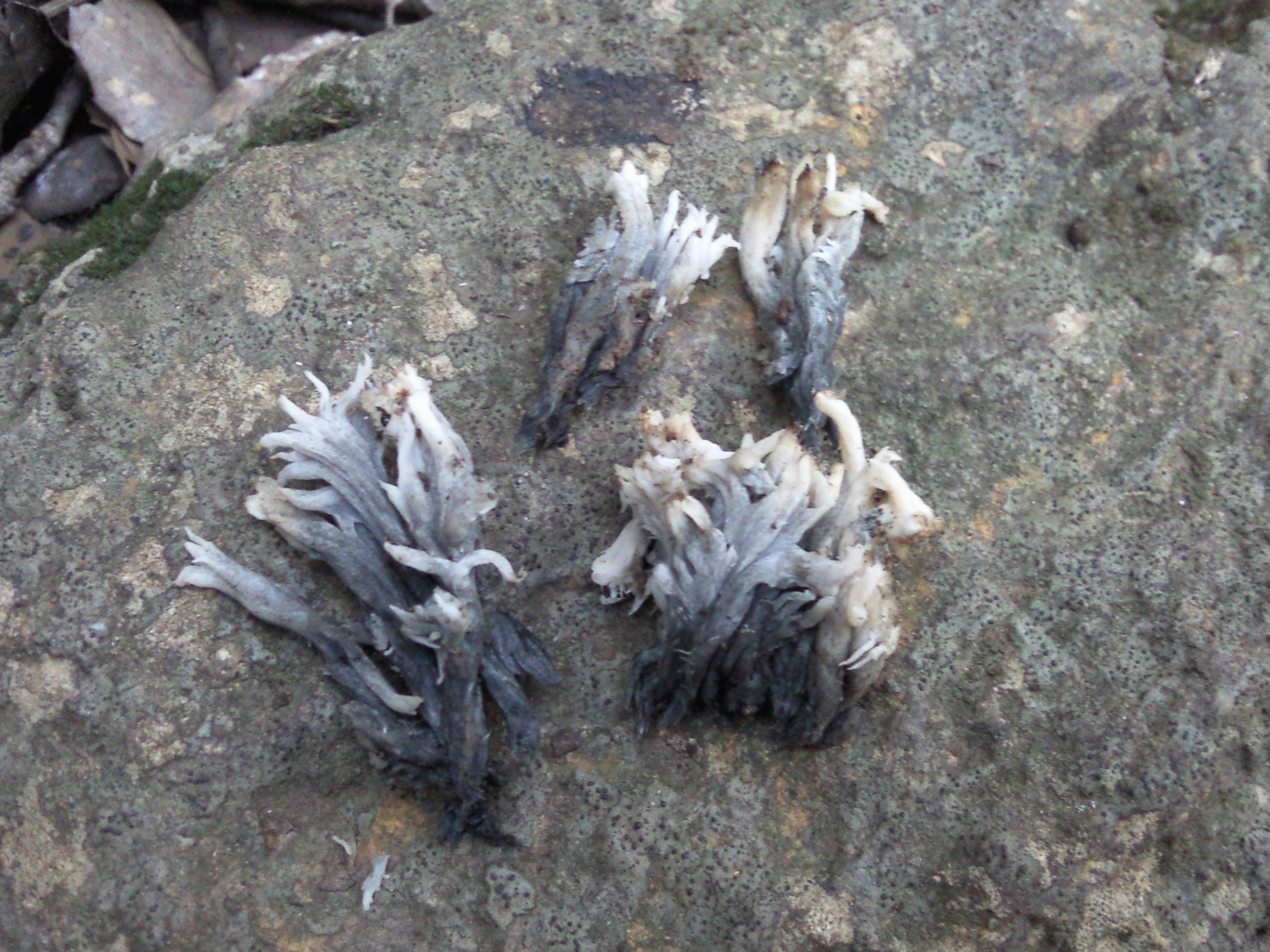
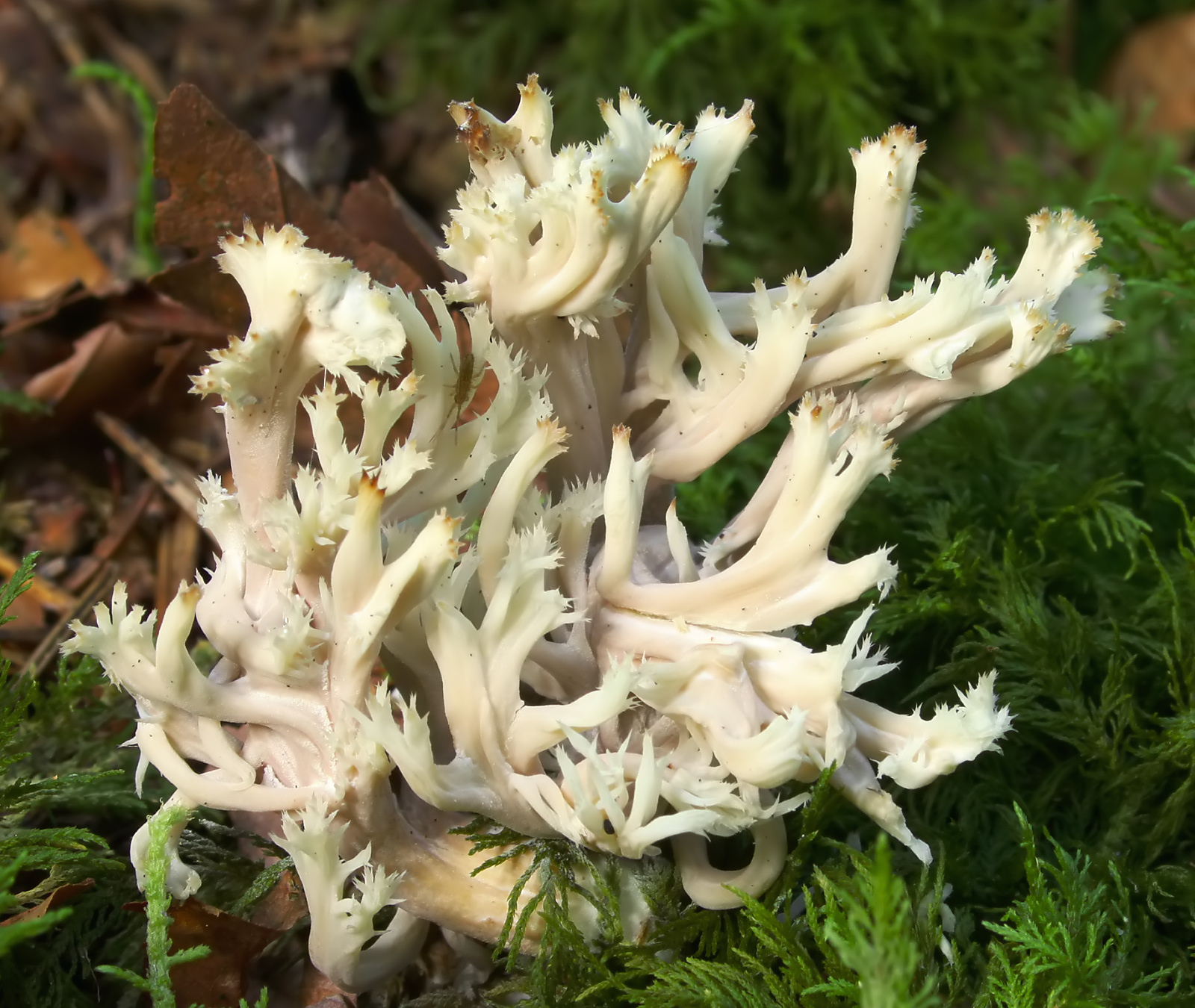
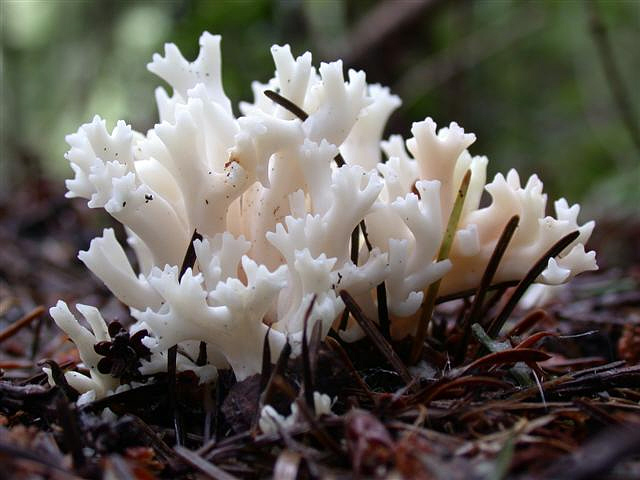
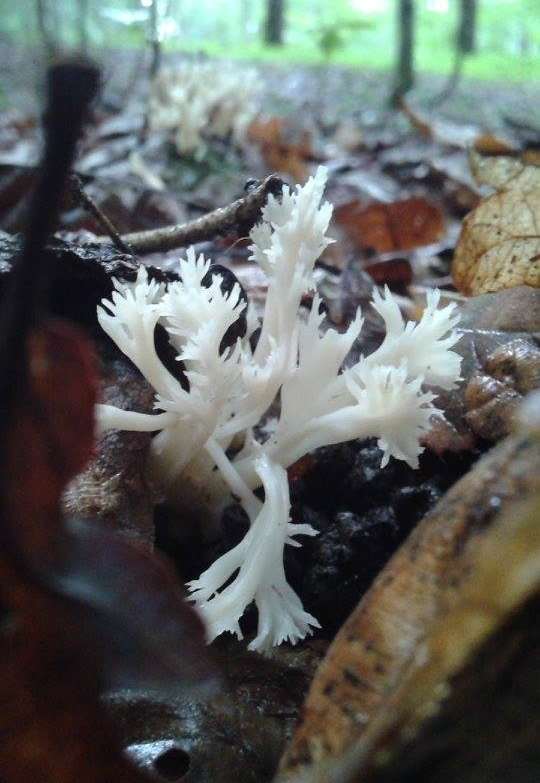

## Možnost záměny
- Kuřinec Kunzeův (Ramariopsis kunzei) - liší se tupým zakončením větévek
- Korunokyjka svícnovitá (Artomyces pyxidatus) - liší se svícnovitým větvením a pohárkovými vrcholky[2]